# Турківська міська рада
Турківська міська рада — орган місцевого самоврядування у Самбірському районі Львівської області. Адміністративний центр — місто Турка.

## Загальні відомості
Водоймища на території, підпорядкованій даній раді: річка Стрий.

## Населені пункти
Міській раді підпорядковані населені пункти:
- м. Турка
- села Ільник, Закіпці, Ліктів, Радич, Ісаї, Вовче, Завадівка, Лосинець, Мельничне, Ясенка-Стецьова, Лімна, Бережок, Жукотин, Присліп, Розлуч, Хащів, Лопушанка, Шум’яч, Явора, Мала Волосянка, Стоділка, Ясениця, Кіндратів, село Дністрик-Дубовий, село Мала Волосянка.

## Склад ради
Рада складається з 26 депутатів та міського голови.

### Керівний склад попередніх скликань
| ПІБ                                | Основні відомості                                                                                             | Дата обрання | Дата звільнення |
| ---------------------------------- | --- | ------------ | --------------- |
| Федчишак Оксана Василівна          | Секретар міської ради, 1960 року народження, позапартійна                                                     | 26.03.2006   | 31.10.2010      |
| Федчишак Оксана Василівна          | Секретар міської ради, 1958 року народження, освіта середня спеціальна, член політичної партії «Наша Україна» | 31.10.2010   | 25.11.2015      |
| Луговий Дмитро Миколайович         | Секретар Турківської міської ради, освіта вища, член політичної "Партії "Блок Петра Порошенка"                | 25.11.2015   | 08.03.2017      |
| Гвоздінський Олександр Ярославович | Секретар Турківської міської ради Самбірського (Турківського) району Львівської області                       | 09.03.2017   |                 |

Примітка: таблиця складена за даними джерела